# Pedro Plaza
Pedro Plaza Silva (Lima, 21 de marzo de 1981) es un exfutbolista peruano. Jugaba de defensa y tiene 44 años.

## Trayectoria
Pedro Plaza se inició en las divisiones menores de Universitario de Deportes. En el 2001 llegó al Sport Coopsol de Trujillo proveniente del América Cochahuayco, equipo filial de la 'U'. Posteriormente pasó al Juan Aurich y Sport Boys, donde se mantuvo hasta el año 2005. Después se fue al Alianza Atlético de Sullana, donde logró consolidarse en el primer equipo y ser capitán. Además, con el cuadro sullanense consiguió la clasificación a la Copa Sudamericana 2009. A principios del 2008 decidió irse al  Cienciano, club que también jugaría la Sudamericana 2009.

## Clubes
| Club                | País | Año         |
| ------------------- | ---- | ----------- |
| América Cochahuayco | Perú | 2000        |
| Sport Coopsol       | Perú | 2001        |
| Juan Aurich         | Perú | 2002        |
| Sport Boys          | Perú | 2003 - 2005 |
| Alianza Atlético    | Perú | 2006 - 2008 |
| Cienciano           | Perú | 2009        |
| Alianza Atlético    | Perú | 2009 - 2010 |
| Unión Comercio      | Perú | 2011 - 2012 |